# Índice ORAC
O Índice ORAC (acrónimo para "Oxygen Radical Absorbance Capacity", ou capacidade de absorção dos radicais oxigenados) foi um método de quantificação das capacidades antioxidantes nas amostras biológicas in vitro.
O método consiste na medida do decaimento da fluorescência das proteínas, como consequência da perda de sua conformidade ao sofrer dano oxidativo. Utiliza como molécula alvo dos radicais livres de oxigénio as ficobiliproteínas ß-ficoeritrinas ou R-ficoeritrina (PE), altamente fluorescentes, que contêm um pigmento vermelho fotorreceptor (34 grupos [prostéticos tetrapirrólicos unidos covalentemente). Foi testada uma imensa variedade de alimentos recorrendo a esta metodologia, tendo as especiarias, frutas e legumes obtido os resultados mais elevados.
Em 2012, na falta de evidências fisiológicas in vivo que suportem a teoria dos radicais livres, o ORAC foi revogado na ausência de correlação entre os resultados dos ensaios e a actividade biológica. Existem métodos alternativos como o reagente de Folin-Ciocalteu e o ensaio de actividade antioxidante Trolox.